# Хронологія поширення COVID-19 (серпень 2020)
Стаття описує поширення коронавірусу тяжкого гострого респіраторного синдрому-2, що спричинив спалах коронавірусної хвороби 2019, у серпні 2020 року. Уперше хвороба була зареєстрована в місті Ухань у КНР у грудні 2019 року.

## Хронологія пандемії

### 1 серпня
Ситуаційний звіт ВООЗ № 194:
- Канада повідомила про 427 нових випадків хвороби, загальна кількість випадків зросла до 116739.[2]
- Малайзія повідомила про 9 нових випадків, загальна кількість випадків зросла до 8985. Було 213 активних випадків хвороби, з них 2 в реанімації і один з них на апараті штучної вентиляції легень. Одужали 3 хворих, загальна кількість одужань досягла 8647. Кількість померлих залишилася на рівні 125.[3]
- Мексика повідомила про 46688 смертей і 424637 заражень, що поставило країну на третє місце за рівнем смертності від COVID-19.[4]
- Нова Зеландія повідомила про 2 нових випадки хвороби, внаслідок чого кількість активних випадків зросла до 22, а загальна кількість — до 1562 (1212 підтверджених і 350 ймовірних). Кількість одужань залишилася на рівні 1518, а кількість померлих — 22.[5]
- Сінгапур повідомив про 307 нових випадків хвороби, загальна кількість випадків зросла до 52512.[6][7]
- Україна повідомила про 1172 нові випадки хвороби та 16 нових смертей, загальна кількість зросла до 71056 та 1709 відповідно; загалом одужало 39308 хворих.[8]

### 2 серпня
Ситуаційний звіт ВООЗ № 194:
- Канада повідомила про 381 новий випадок хвороби, загальна кількість випадків зросла до 117120.[2]
- Малайзія повідомила про 14 нових випадків хвороби, загальна кількість випадків зросла до 8999. Одужали 17 хворих, загальна кількість одужань склала 8664. Кількість померлих становила 125.[10]
- Нова Зеландія повідомила про 3 нових випадки хвороби, кількість активних випадків зросла до 25, а загальна кількість випадків до 1565 (1215 підтверджених і 350 ймовірних). Кількість одужань залишилосяся на рівні 1518, а число померлих залишилось на рівні 22.[11]
- Сінгапур повідомив про 313 нових випадків хвороби, загальна кількість випадків до 52825.[12][13]
- В Україні зареєстровано 1112 нових випадків хвороби і 16 нових смертей, загальна кількість зросла до 72168 і 1725 відповідно; загалом одужало 39543 хвороби.[14]
- У прем'єр-міністра Косова Авдулли Хоті підтвердився позитивний результат тесту на COVID-19.

### 3 серпня
Ситуаційний звіт ВООЗ № 196:
- Канада повідомила про 335 нових випадків хвороби, загальна кількість випадків зросла до 117475.[2]
- Малайзія повідомила про 2 нових випадки хвороби, внаслідок чого загальна кількість випадків досягла 9001. Одужали 4 хворих, кількість одужань досягла 8670. Було 208 активних випадків хвороби, кількість померлих становила 125.[16]
- Нова Зеландія повідомила про 2 нових випадки в керованій ізоляції, загальна кількість активних випадків зросла до 27 і загальна кількість випадків зросла до 1567 (1217 підтверджених і 350 ймовірних). Кількість одужань залишилосься на рівні 1518, а число померлих залишилось на рівні 22.[17]
- Сінгапур повідомив про 226 нових випадків хвороби, загальна кількість випадків зросла до 53051.[18][19]
- Україна повідомила про 990 нових випадків хвороби і 13 нових смертей, загальна кількість зросла до 73158 і 1738 відповідно; загалом одужало 39876 хворих.[20]

### 4 серпня
Ситуаційний звіт ВООЗ № 197:
- Канада повідомила про 316 нових випадків хвороби, загальна кількість випадків досягла 117791.[22]
- Малайзія повідомила про один новий випадок хвороби, загальна кількість випадків зросла до 9002. На той час у країні було 193 активних випадки хвороби та загалом 8684 одужань.[23]
- Нова Зеландія повідомила про 5 нових випадків одужання, в результаті чого загальна кількість одужань досягла 1523. Було 22 активних випадки хвороби, загальна кількість випадків залишилася на рівні 1567 (1217 підтверджених і 350 ймовірних), було зареєстровано 22 смерті.[24]
- У Сінгапурі повідомили про 295 нових випадків хвороби, загальна кількість випадків зросла до 53346.[25][26]
- Україна повідомила про 1061 новий випадок хвороби та 26 нових смертей, загальна кількість зросла до 74219 та 1764 відповідно; загалом одужали 40613 хворих.[27]

### 5 серпня
Ситуаційний звіт ВООЗ № 198:
- Канада повідомила про 396 нових випадків хвороби, загальна кількість випадків зросла до 118187.[2]
- Малайзія повідомила про 21 новий випадок хвороби, загальна кількість випадків зросла до 9023. 18 хворих одужали, внаслідок чого загальна кількість одужань досягла 8702.[29]
- У Новій Зеландії зареєстровано 2 нових випадки хвороби, після чого кількість активних випадків зросла до 24, а загальна кількість випадків — до 1569 (1219 підтверджених і 350 ймовірних). Кількість одужань та померлих залишилася на рівні 1523 та 22 відповідно.[30]
- У Сінгапурі повідомили про 908 нових випадків хвороби, загальна кількість випадків зросла до 54254.[31][32]

### 6 серпня
Ситуаційний звіт ВООЗ № 199:
- Канада повідомила про 374 нових випадки хвороби, загальна кількість випадків зросла до 118561.[2]
- Малайзія повідомила про 15 нових випадків хвороби, загальна кількість випадків зросла до 9038. Одужали 11 хворих, внаслідок чого загальна кількість одужань досягла 8713. Було 200 активних випадків хвороби, кількість померлих залишилася на рівні 125.[34]
- Нова Зеландія не повідомила про нові випадки хвороби, загальна кількість випадків залишилася на рівні 1569 (1219 підтверджених і 350 ймовірних). Повідомлено про одне нове одужання, загальна кількість одужань зросла до 1524. Було 23 активних випадки хвороби, кількість померлих залишилася на рівні 22.[35]
- Сінгапур повідомив про 301 новий випадок хвороби, загальна кількість випадків зросла до 54555.[36][37]
- Україна повідомила про рекордні 1318 нових випадків хвороби за добу і повторила встановлений раніше рекорд у 31 нову смерть за добу, загальна кількість зросла до 76808 і 1819 відповідно; загалом одужали 42524 хворі.[38]

### 7 серпня
Ситуаційний звіт ВООЗ № 200:
- Індія повідомила про 2027000 підтверджених випадків хвороби, у тому числі 41585 смертей.[40]
- Канада повідомила про 424 нові випадки хвороби. Це найвища кількість випадків за добу з 1 серпня 2020 року, внаслідок чого загальна кількість випадків досягла 118985.[2]
- Малайзія повідомила про 25 нових випадків хвороби, загальна кількість випадків зросла до 9063. 15 хворих одужали, загальна кількість одужань досягла 8728. Кількість померлих залишилася на рівні 125.[41]
- Нова Зеландія не повідомила про нові випадки хвороби, кількість активних випадків залишилася на рівні 23, а загальна кількість випадків залишилася 1569 (1219 підтверджених і 350 ймовірних випадків). Кількість одужань залишилася 1524, а число померлих залишилася 22.[42]
- У Сінгапурі повідомили про 242 нових випадки хвороби, загальна кількість випадках зросла до 54797.[43] Крім того, міжвідомча робоча група завершила тестування в усіх гуртожитках для іноземних працівників, за винятком кількох окремих блоків, які слугують карантинними приміщеннями.[44]
- Україна повідомила про рекордні 1453 нові випадки хвороби за добу, а також про рекордні 33 нові смерті за добу, загальна кількість зросла до 78261 і 1852 відповідно; загалом одужали 43055 хворих.[45]

### 8 серпня
Ситуаційний звіт ВООЗ № 201:
- Канада повідомила про 394 нових випадки хвороби, загальна кількість випадків зросла до 119379.[2]
- Малайзія повідомила про 7 нових випадків хвороби, загальна кількість випадків зросла до 9070. 47 хворих одужали, загальну кількість одужань зросла до 8775. Налічувалось 170 активних випадків хвороби, з них 2 в реанімації і один з них на штучній вентиляції легень. Кількість померлих залишилася на рівні 125.[47]
- Нова Зеландія не повідомила про нові випадки хвороби, кількість активних випадків залишилася на рівні 23, а загальна кількість випадків залишилася на рівні 1569 (1219 підтверджених і 350 ймовірних випадків). Кількість одужань залишилася на рівні 1524, а число померлих залишилася на рівні 22.[48]
- У Сінгапурі повідомили про 132 нових випадки хвороби, загальна кількість випадків зросла до 54929.[49][50]
- Україна повідомила про рекордні 1489 нових випадків за добу, а також про 27 нових смертей за добу, загальна кількість зросла до 79750 і 1879 відповідно; загалом одужали 43655 хворих.[51]
- Капітан чоловічої національної збірної Індії з хокею на траві Манпріт Сінгх отримав позитивний тест на COVID-19.
- Кенійський бігун на 3000 метрів з перешкодами Консеслус Кіпруто отримав позитивний тест на COVID-19.

### 9 серпня
Ситуаційний звіт ВООЗ № 202:
- Канада повідомила про 368 нових випадків хвороби, загальна кількість випадків зросла до 119747.[2]
- Нова Зеландія не повідомила про нові випадки хвороби, кількість активних випадків залишилася на рівні 23, а загальна кількість випадків залишилася на рівні 1569 (1219 підтверджених і 350 ймовірних випадків). Кількість одужань залишилася на рівні 1524, а число померлих залишилося на рівні 22.[53]
- Сінгапур повідомив про 175 нових випадків хвороби, загальна кількість випадків досягла 55104.[54]
- Україна повідомила про 1199 новий випадок хвороби та 18 нових смертей, загальна кількість зросла до 80949 та 1897 відповідно; загалом одужали 43972 хворих.[55]

### 10 серпня
Ситуаційний звіт ВООЗ № 203:
- Бразилія перевищила поріг у 3 мільйони випадків COVID-19.[57]
- Канада повідомила про 385 нових випадків хвороби, загальна кількість випадків зросла до 120132.[2]
- Малайзія повідомила про 11 нових випадків хвороби, загальна кількість випадків зросла до 9094. Одужали 19 хворих, кількість одужань досягла 8803. Кількість померлих залишилася на рівні 125.[58]
- Нова Зеландія не повідомила про нові випадки хвороби. 2 хворих одужали, внаслідок чого загальна кількість активних випадків хвороби склала 22, а загальна кількість одужань — 1526.[59] Кількість померлих залишилася на рівні 22.[60]
- У Сінгапурі повідомили про 188 нових випадків хвороби, загальна кількість випадків склала 55292.[61][62]
- Україна повідомила про 1008 нових випадків хвороби і 25 нових смертей, загальна кількість зросла до 81957 і 1922 відповідно; загалом одужали 44359 хворих.[63]
- У Сполучених Штатах Америки кількість випадків COVID-19 перевищила 5 мільйонів.[64]

### 11 серпня
Ситуаційний звіт ВООЗ № 204:
- Канада повідомила про 289 нових випадків хвороби, загальна кількість випадків зросла до 120421.[2]
- Малайзія повідомила про 9 нових випадків хвороби, загальна кількість випадків зросла до 9103. Одужали 6 хворих, загальна кількість одужань досягла 8809. Кількість померлих залишилася на рівні 125.[66]
- Нова Зеландія повідомила про один новий випадок у керованій ізоляції, кількість активних випадків зросла до 21, а загальна кількість випадків до 1570 (1220 підтверджених і 350 ймовірних). Кількість одужань залишилася на рівні 1526, тоді як кількість померлих залишилася на рівні 22.[67] Пізніше того ж дня було зареєстровано 4 випадки місцевої передачі інфекції, перші випадки за межами керованого ізолятора протягом 102 днів.[68]
- Сінгапур повідомив про 61 новий випадок хвороби, загальна кількість випадків зросла до 55353.[69]
- Україна повідомила про 1158 нових випадків хвороби і 29 нових смертей, загальна кількість зросла до 83115 і 1951 відповідно; загалом одужали 44934 хворих.[70]
- Кількість випадків коронавірусу у світі перевищила 20 мільйонів, понад 12 мільйонів одужали, а 735 тисяч хворих померли.[71]

### 12 серпня
Ситуаційний звіт ВООЗ № 205:
- Канада повідомила про 423 нові випадки. Це найвища кількість випадків хвороби за добу з 7 серпня 2020 року, внаслідок чого загальна кількість випадків досягла 120844.[2]
- Фіджі підтвердили ще 2 одужання від COVID-19 у керованій ізоляції.[73]
- Малайзія повідомила про 11 нових випадків хвороби, загальна кількість випадків зросла до 9114. Одужали 8 хворих, налічувалось 172 активні випадки хвороби. Кількість померлих залишилася на рівні 125.[74]
- Нова Зеландія повідомила про 26 активних випадків хвороби, загальна кількість випадків станвила 1579 (1225 підтверджених і 354 ймовірних). Повідомлено про 5 одужань, загальна кількість одужань зросла до 1531. Кількість померлих залишилася на рівні 22.[75]
- У Сінгапурі повідомили про 42 нові випадки хвороби, загальна кількість випадків зросла до 55395.[76] Крім того, 800 трудових мігрантів помістили на карантин після виявлення нового випадку в обробленому гуртожитку.[77]
- Україна повідомила про 1433 нові випадки хвороби та 19 нових смертей, загальна кількість зросла до 84548 та 1970 відповідно; загалом одужали 45686 хворих.[78]

### 13 серпня
Ситуаційний звіт ВООЗ № 206:
- Канада повідомила про 390 нових випадків хвороби, загальна кількість випадків зросла до 121234.[2]
- 13 серпня Фіджі підтвердили один завезений випадок хвороби. Це був 61-річний чоловік, який приїхав із Сакраменто в США, проїхав через Окленд і прибув у фіджійське місто Наді 6 серпня.[80]
- Малайзія повідомила про 15 нових випадків хвороби, загальна кількість випадків зросла до 9129. Одужали 4 хворих, загальна кількість одужань зросла до 8821. Налічувалось 183 активних випадки хвороби, кількість смертей залишилася на рівні 125..[81]
- Нова Зеландія повідомила про 13 нових підтверджених випадків хвороби і один імовірний випадок, загальна кількість зросла до 1589 (1238 підтверджених і 351 ймовірний). Налічувалось 36 активних випадків хвороби, тоді як кількість одужань залишилася залишається на рівні 1531, а кількість померлих — 22.[82]
- Нова Зеландія повідомила про 13 нових підтверджених випадків хвороби і один імовірний випадок, загальна кількість випадків зросла до 1589 (1238 підтверджених і 351 ймовірний). Налічувалось 36 активних випадків хвороби, кількість одужань залишилося на рівні 1531, а кількість померлих — 22.[82]
- У Сінгапурі повідомили про 102 нові випадки хвороби, загальна кількість випадків зросла до 55497.[83][84]
- Україна повідомила про рекордні 1592 нові випадки хвороби за добу, а також про 22 нові випадки смерті за добу, загальна кількість випадків зросла до 86140 і 1992 відповідно; загалом одужали 46216 хворих.[85]
- Французькі професійні гольфісти Александр Леві та Ромен Ваттель отримали позитивний результат тесту на COVID-19, що призвело до того, що вони утрималися від участі в «Celtic Classic Tournament 2020».

### 14 серпня
Ситуаційний звіт ВООЗ № 207:
- Канада повідомила про 418 нових випадків хвороби, загальна кількість випадків досягла 121652.[2]
- Малайзія повідомила про 20 нових випадків хвороби, загальна кількість випадків зросла до 9149. Налічувалось 196 активних випадків хвороби, 4 з них у реанімації та один на штучній вентиляції легень. Одужали 7 хворих, внаслідок чого загальна кількість одужань досягла 8828. Кількість померлих залишилася на рівні 125.[87]
- Нова Зеландія повідомила про 12 нових випадків хвороби й один імовірний новий випадок, загальна кількість випадків зросла до 1602 (1251 підтверджених і 351 ймовірних). Кількість одужань залишалася на рівні 1531, а кількість померлих залишилася на рівні 22.[88]
- У Сінгапурі повідомили про 83 нових випадки хвороби, загальна кількість випадків зросла до 55580.[89][90]
- Україна повідомила про рекордні 1732 нові випадки хвороби за добу, а також про 19 нових смертей за добу, загальна кількість зросла до 87872 і 2011 відповідно; загалом одужали 46797 хворих.[91]

### 15 серпня
Ситуаційний звіт ВООЗ № 208:
- Канада повідомила про 432 нові випадки хвороби. Це найбільша кількість випадків за добу з 31 липня 2020 року, внаслідок чого загальна кількість випадків досягла 122084.[2]
- Нова Зеландія повідомила про 7 нових підтверджених випадків хвороби (усі з місцевою передачею вірусу), загальна кількість випадків зросла до 1609 (1258 підтверджених і 351 ймовірних), а кількість активних випадків становила 56. Кількість одужань залишилася на рівні 1531, а кількість смертей залишилася на рівні 22.[93]
- Сінгапур повідомив про 81 новий випадок хвороби, загальна кількість випадків зросла до 55661.[94][95]
- Україна повідомила про рекордні 1847 нових випадків хвороби за добу і повторила попередній рекорд у 33 нових смерті за добу, загальна кількість зросла до 89719 і 2044 відповідно; загалом одужали 47430 хворих.[96]

### 16 серпня
Ситуаційний звіт ВООЗ № 209:
- Канада повідомила про 372 нові випадки хвороби, загальна кількість випадків зросла до 122456.[2]
- Малайзія повідомила про 25 нових випадків хвороби (16 завезених і 9 місцевих передач вірусу), внаслідок чого загальна кількість заражень досягла 9200. Країна також повідомила про 28 одужань, внаслідок чого загальна кількість одужань досягла 8859. Налічувалось 216 активних випадків хвороби, а кількість смертей залишилася на рівні 125.[98]
- Нова Зеландія повідомила про 13 нових підтверджених випадків хвороби (12 випадків місцевої передачі інфекції та один у керованій ізоляції), довівши загальну кількість випадків до 1622 (1271 підтверджених та 351 ймовірних), а кількість активних випадків — до 69. 1531 хворих одужали, а кількість померлих залишилися на рівня 22.[99]
- Сінгапур повідомив про 86 нових випадків хвороби, загальна кількість випадків зросла до 55747.[100][101]
- Україна повідомила про 1637 нових випадків хвороби і 26 нових смертей, загальна кількість зросла до 91356 і 2070 відповідно; загалом одужали 47822 хворі.[102]

### 17 серпня
Щотижневий звіт Всесвітньої організації охорони здоров'я:
- Канада повідомила про 334 нові випадки хвороби, загальна кількість випадків зросла до 122790.[2]
- Малайзія повідомила про 12 нових випадків хвороби (10 випадків місцевої передачі вірусу та 2 завезені випадки), загальна кількість випадків зросла до 9212. 17 хворих одужали, внаслідок чого загальна кількість одужань досягла 8876. Налічувалось 211 активних випадків хвороби, кількість померлих залишилася на рівні 125.[104]
- Нова Зеландія повідомила про 9 нових підтверджених випадків хвороби, загальна кількість випадків зросла до 1631 (1280 підтверджених і 351 ймовірних), а кількість активних випадків — до 78. Попереднього дня було проведено рекордні 26014 тестів на коронавірус.[105]
- Сінгапур повідомив про 91 новий випадок хвороби, загальна кількість випадків зросла до 55838.[106]
- Україна повідомила про 1464 нові випадки хвороби та 19 нових смертей, загальна кількість зросла до 92820 та 2089 відповідно; загалом одужали 48164 хворі.[107]

### 18 серпня
- Канада повідомила про 336 нових випадків хвороби, загальна кількість випадків досягла 123490.[2]
- Малайзія повідомила про 7 нових випадків хвороби, загальна кількість випадків зросла до 9219. 26 хворих одужали, внаслідок чого загальна кількість одужань досягла 8902. Налічувалось 192 активні випадки хвороби, а кількість смертей залишилася на рівні 125.[108]
- Нова Зеландія повідомила про 13 нових підтверджених випадків місцевої передачі інфекції, а один попередній ймовірний випадок було перекласифіковано як досліджуваний. Таким чином, загальна кількість випадків хвороби досягла 1643 (1293 підтверджених і 350 ймовірних), а кількість активних випадків становила 90. Кількість одужань залишилася на рівні 1531, а кількість померлих — 22.[109]
- Сінгапур повідомив про 100 нових випадків хвороби, загальна кількість випадків зросла до 55938.[110][111]
- В Україні повідомили про 1616 нових випадків хвороби і 27 нових смертей, загальна кількість зросла до 94436 і 2116 відповідно; загалом одужали 48925 хворих.[112]

### 19 серпня
- Канада повідомила про 336 нових випадків хвороби, загальна кількість випадків досягла 123490.[2]
- Малайзія повідомила про 16 нових випадків хвороби, внаслідок чого загальна кількість випадків досягла 9235. 23 хворі одужали, внаслідок чого загальна кількість одужань досягла 8925. Налічувалось 185 активних випадків хвороби, кількість померлих залишилася на рівні 125.[113]
- Нова Зеландія повідомила про 9 нових випадків хвороби, загальна кількість випадків зросла до 1631 (1280 підтверджених і 351 ймовірних), а кількість активних випадків — до 78. 5 хворих перебували в лікарні, що на 2 більше, ніж минулого дня.[105]
- У Сінгапурі повідомили про 93 нових випадки хвороби, загальна кількість випадків зросла до 56031.[114][115]
- Україна повідомила про рекордні 1967 нових випадків хвороби за добу та 28 нових смертей за добу, загальна кількість зросла до 96403 та 2144 відповідно; загалом одужали 49737 хворих.[116]

### 20 серпня
- Канада повідомила про 383 нові випадки хвороби, загальна кількість випадків зросла до 123873.[2]
- У Малайзії повідомили про 5 випадків хвороби, кількість активних випадків досягла 183, а загальна кількість випадків — 9240. Одужали 7 хворих, внаслідок чого загальна кількість одужань досягла 8932. Кількість померлих залишилася на рівні 125.[117]
- Нова Зеландія повідомила про 5 нових підтверджених випадків хвороби, загальна кількість випадків зросла до 1654 (1304 підтверджених і 350 ймовірних), а кількість активних випадків — до 101. 6 хворих перебували в лікарні, що на одного більше, ніж минулого дня. Кількість одужань залишилася на рівні 1531, а кількість померлих — 22.[118]
- У Сінгапурі повідомили про 68 нових випадків хвороби, загальна кількість випадків досягла 56099.[119][120]
- Україна повідомила про рекордні 2134 нові випадки хвороби за добу та рекордно високі 40 нових смертей за добу, загальна кількість зросла до 98537 та 2184 відповідно; загалом одужав 50441 хворий.[121]

### 21 серпня
- Канада повідомила про 499 нових випадків, загальна кількість випадків зросла до 124372.[2]
- Малайзія повідомила про 9 нових випадків хвороби, кількість активних випадків зросла до 179, а загальна кількість випадків до 9249. 13 хворих одужали, внаслідок чого загальна кількість одужань досягла 8943. Кількість померлих залишилася на рівні 125.[122]
- У Новій Зеландії повідомили про 11 нових випадків хвороби (9 випадків місцевої передачі інфекції та 2 завезені випадки), загальна кількість випадків зросла до 1665 (1315 підтверджених і 350 ймовірних). Повідомлено про 7 нових одужань, загальна кількість одужань зросла до 1538, а кількість активних випадків — до 105.[123]
- Сінгапур повідомив про 117 нових випадків хвороби, загальна кількість випадків досягла 56216.[124][125]
- В Україні повідомили про 2106 нових випадків хвороби і 23 нові смерті, загальна кількість зросла до 100643 і 2207 відповідно; загалом одужали 51078 хворих.[126]

### 22 серпня
- Канада повідомила про 449 нових випадків хвороби, загальна кількість випадків досягла 124821.[2]
- Фіджі підтвердили 2 одужання.[127]
- Малайзія повідомила про 8 нових випадків хвороби (3 завезених і 5 випадків місцевої передачі інфекції), кількість активних випадків зросла до 183, а загальна кількість випадків до 9257. Одужали 4 хворі, загальна кількість одужань досягла 8949. Кількість померлих залишилася на рівні 125.[128]
- Нова Зеландія повідомила про 6 нових підтверджених випадків хвороби, загальна кількість випадків зросла до 1671 (1321 підтверджених і 350 ймовірних), а кількість активних випадків зросла до 111. Кількість одужань залишалася на рівні 1538, а кількість смертей становила 22.[129]
- Сінгапур повідомив про 50 нових випадків хвороби, загальна кількість випадків зросла до 56266.[130][131]
- Україна повідомила про рекордні 2328 нових випадків хвороби і 37 нових смертей, загальна кількість зросла до 102971 і 2244 відповідно; загалом одужали 51735 хворих.[132]

### 23 серпня
- Канада повідомила про 453 нові випадки хвороби, загальна кількість випадків зросла до 125274.[2]
- В Індії кількість випадків COVID-19 перевищила 3 мільйони.[133]
- Малайзія повідомила про 10 нових випадків хвороби (8 завезених і 2 з місцевою передачею вірусу), загальна кількість випадків зросла до 9267. Налічувалось 183 активні випадки хвороби, з них 9 у реанімації та 2 на штучній вентиляції легень. 10 хворих одужали, внаслідок чого загальна кількість одужань досягла 8959. Кількість померлих залишилася на рівні 125.[134]
- Нова Зеландія повідомила про 3 нові випадки хвороби (один випадок місцевої передачі вірусу та 2 завезені), загальна кількість випадків зросла до 1674 (1324 підтверджених та 350 ймовірних), а кількість активних випадків до 114. Кількість одужань залишилася на рівні 1538, а кількість померлих зменшилася до 22.[135]
- У Сінгапурі повідомили про 87 нових випадків хвороби, загальна кількість випадків зросла до 56353.[136][137]
- Україна повідомила про 1987 нових випадків хвороби і 27 нових смертей, загальна кількість зросла до 104958 і 2271 відповідно; загалом одужали 52235 хворих.[138]

### 24 серпня
Щотижневий звіт Всесвітньої організації охорони здоров'я:
- Канада повідомила про 372 нових випадки хвороби, загальна кількість випадків зросла до 125646.[2]
- У Малайзії повідомили про 7 нових випадків хвороби(5 з місцевою передачею інфекції і 2 завезених), загальна кількість випадків зросла до 9274. Налічувалось 184 активних випадки хвороби, 8 у реанімації та 5 на штучній вентиляції легень. 6 хворих одужали, внаслідок чого загальна кількість одужань досягла 8965. Кількість померлих залишилася на рівні 125.[140]
- Нова Зеландія повідомила про 8 нових підтверджених випадків хвороби (7 з місцевою передачею інфекції й один завезений) і один імовірний випадок, загальна кількість випадків зросла до 1683 (1332 підтверджених і 351 ймовірних), а кількість активних випадків зросла до 123. 10 хворих перебували в лікарні, що більше на одного порівняно з попереднім днем. Кількість одужань залишилася на рівні 1538, а кількість померлих — 22.[140]
- Сінгапур повідомив про 51 новий випадок хвороби, загальна кількість випадків зросла до 56404.[141][142]
- В Україні повідомили про 1799 нових випадків хвороби та 22 нові смерті, загальна кількість зросла до 106754 та 2293 відповідно; загалом одужали 52524 хворі.[143]

### 25 серпня
- Канада повідомила про 323 нових випадки хвороби, загальна кількість випадків зросла до 125969.[2]
- На Фіджі підтверджено другу смерть від COVID-19 у 61-річного чоловіка, який прибув до країни 6 серпня.[144]
- Малайзія повідомила про 11 нових випадків хвороби, загальна кількість випадків зросла до 9285. Налічувалось 189 активних випадків хвороби, 8 знаходились у реанімації, 6 з них потребували штучної вентиляції легень. 6 хворих одужали, внаслідок чого загальна кількість одужань досягла 8971.[145]
- Нова Зеландія повідомила про 7 нових підтверджених випадків хвороби з місцевою передачею вірусу, загальна кількість випадків зросла до 1690 (1339 підтверджених і 351 ймовірних), а кількість активних випадків зросла до 129. Повідомлено про одне нове одужання, загальна кількість одужань зросла до 1539.[146]
- Сінгапур повідомив про 31 новий випадок хвороби, загальна кількість випадків зросла до 56435.[147]
- Україна повідомила про 1658 нових випадків хвороби і 25 нових смертей, загальна кількість зросла до 108415 і 2318 відповідно; загалом одужали 52870 хворих.[148]

### 26 серпня
- Канада повідомила про 448 нових випадків, загальна кількість випадків зросла до 126417.[2]
- У Малайзії повідомили про 6 нових випадків хвороби (5 випадків місцевої передачі інфекції й один завезений), загальна кількість випадків зросла до 9291. Налічувалось 188 активних випадків хвороби, з них 9 у реанімації та 6 на штучній вентиляції легень. 7 хворих одужали, внаслідок чого загальна кількість одужань досягла 8978. Кількість померлих залишилася на рівні 125.[149]
- Нова Зеландія повідомила про 5 нових випадків (5 випадки місцевої передачі вірусу та 2 завезені), загальна кількість випадків зросла до 1695 (1344 підтверджених та 351 ймовірних), а кількість активних випадків до 134. Кількість одужань залишилася на рівні 1539, а кількість смертей залишилася на рівні 22.[150]
- Сінгапур повідомив про 60 нових випадків хвороби, загальна кількість випадків зросла до 56495.[151][152]
- Україна повідомила про 1670 нових випадків хвороби і 36 нових смертей, загальна кількість випадків зросла до 110085 і 2354 відповідно; загалом одужали 53454 хворих.[153]

### 27 серпня
- Канада повідомила про 401 новий випадок хвороби, загальна кількість випадків зросла до 126818.[2]
- Малайзія повідомила про 5 нових випадків хвороби, загальна кількість випадків зросла до 9296. 16 хворих одужали, внаслідок чого загальна кількість одужань досягла 8994. Налічувалось 177 активних випадків хвороби, 8 у реанімації та 6 потребували респіраторної пітримки. Кількість померлих залишилася на рівні 125.[154]
- Нова Зеландія повідомила про 7 нових підтверджених випадків хвороби (6 з місцевою передачею вірусів та один завезений), загальна кількість випадків зросла до 1702 (1351 підтверджених та 351 ймовірних). Повідомлено про 15 нових одужань, загальна кількість випадків зросла до 1554, а кількість активних випадків — до 126. Кількість смертей залишилася на рівні 22.[155]
- У Сінгапурі повідомили про 77 нових випадків хвороби, загальна кількість випадків зросла до 56572.[156][157]
- В Україні повідомили про 1974 нові випадки хвороби та рекордні 49 нових смертей за добу, внаслідок чого загальна кількість досягла 112059 і 2403 відповідно; загалом одужали 54217 хворих.[158]

### 28 серпня
- Канада повідомила про 492 нових випадки хвороби, загальна кількість випадків зросла до 127310.[2]
- Малайзія повідомила про 10 нових випадків хвороби, загальна кількість випадків зросла до 9306. Налічувався 151 активний випадок хвороби, 8 у реанімації та 6 на штучній вентиляції легень. 36 хворих одужали, загальна кількість одужань досягла 9030. Кількість померлих залишилася на рівні 125.[159]
- Нова Зеландія повідомила про 12 нових підтверджених випадків хвороби (5 з місцевою передачею вірусу та 7 завезених), загальна кількість випадків зросла до 1714 (1363 підтверджених та 351 ймовірних). Повідомлено про 7 нових одужань, загальна кількість зросла до 1561, а кількість активних випадків — до 130.[160]
- У Сінгапурі повідомили про 94 нові випадки хвороби, загальна кількість випадків зросла до 56666.[161][162]
- Україна повідомила про рекордні 2438 нових випадків хвороби і 48 нових смертей за день, внаслідок чого загальна кількість досягла 114497 і 2451 відповідно; загалом одужали 55083 хворі.[163]

### 29 серпня
- Канада повідомила про 582 нові випадки хвороби, загальна кількість випадків зросла до 127892.[2]
- Малайзія повідомила про 11 нових випадків хвороби, загальна кількість випадків зросла до 9317. 8 хворих одужали, загальна кількість одужань досягла 9038. Налічувалось 154 активні випадки хвороби, 8 у реанімації та 6 на штучній вентиляції легень. Кількість померлих залишилася на рівні 125.[164]
- У Новій Зеландії повідомили про 13 нових підтверджених випадків хвороби (11 з місцевою передачею інфекції і 2 завезених), загальна кількість випадків зросла до 1727 (1376 підтверджених і 351 ймовірних). Повідомлено про 7 нових одужань, загальна кількість одужань зросла до 1568, а кількість активних випадків — до 137. Кількість смертей залишилася на рівні 22.[165]
- Сінгапур повідомив про 51 новий випадок хвороби, загальна кількість випадків зросла до 56717.[166][167]
- Україна повідомила про рекордні 2481 новий випадок хвороби та 41 нову смерть за добу, загальна кількість зросла до 116978 і 2492 відповідно; загалом одужали 56138 хворих.[168]

### 30 серпня
- Канада повідомила про 557 нових випадків хвороби, загальна кількість випадків зросла до 128449.[2]
- Малайзія повідомила про 17 нових випадків хвороби, загальна кількість випадків до 9334. Повідомлено про одну смерть, кількість померлих зросла до 126. 10 хворих одужали, а загальна кількість одужань досягла 9048. Налічувалось 160 активних випадків хвороби, з них 7 знаходилися в реанімації, 5 з них — на штучній вентиляції легень.[169]
- У Новій Зеландії повідомили про 2 нові підтверджені випадки хвороби (обидва випадки місцевої передачі вірусу), внаслідок чого загальна кількість випадків склала 1729 (1378 підтверджених і 351 імовірний). Повідомлено про 2 нові одужання, загальна кількість випадків зросла до 1570. Кількість активних випадків залишилася на рівні 137, а кількість померлих залишилася на рівні 22.[170]
- У Сінгапурі повідомили про 54 нові випадки хвороби, загальна кількість випадків зросла до 56771.[171][172]
- Україна повідомила про 2096 нових випадків хвороби та 35 нових смертей за добу, загальна кількість зросла до 119074 та 2527 відповідно; загалом одужали 56734.[173]
- Загалом у всьому світі було зареєстровано 25 мільйонів випадків хвороби, понад 16 мільйонів одужань і 850 тисяч смертей.[174]

### 31 серпня
Щотижневий звіт Всесвітньої організації охорони здоров'я:
- Канада повідомила про 498 нових випадків хвороби, загальна кількість випадків зросла до 128947.[2]
- Малайзія повідомила про 6 нових випадків хвороби, загальна кількість випадків зросла до 9340. 6 хворих одужали, внаслідок чого загальна кількість одужань досягла 9054. Повідомлено про одну нову смерть, кількість померлих зросла до 127. Налічувалось 159 активних випадків хвороби, 6 у реанімації та 4 на апараті штучної вентиляції легень.[176]
- Нова Зеландія повідомила про 9 нових випадків хвороби, загальна кількість випадків зросла до 1738 (1387 підтверджених і 351 ймовірних). Також повідомлено про 15 нових одужань, загальна кількість випадків зросла до 1585. Налічувався 131 активний випадок хвороби, 11 хворих перебували в лікарні. Кількість померлих залишилася на рівні 22.[177]
- Сінгапур повідомив про 41 новий випадок хвороби, загальна кількість випадків зросла до 56812.[178][179]
- Україна повідомила про 2141 новий випадок хвороби та 30 нових смертей за день, загальна кількість зросла до 121215 та 2557 відповідно; загалом одужали 57114 хворих.[180]

## Резюме
Протягом серпня 2020 року жодна нова країна чи територія не підтвердили перші випадки хвороби.
Станом на кінець серпня лише такі країни та території не повідомляли про випадки зараження SARS-CoV-2:
Африка
- Острови Святої Єлени, Вознесіння і Тристан-да-Кунья

Азія
- Кокосові острови
- Острів Різдва
- Північна Корея
- Туркменістан

Європа
- Шпіцберген ( Норвегія)

Океанія
- Американське Самоа
- Острови Кука
- Кірибаті
- Маршаллові Острови
- Федеративні Штати Мікронезії
- Науру
- Ніуе
- Острів Норфолк
- Палау
- Піткерн
- Самоа
- Соломонові Острови
- Токелау
- Тонга
- Тувалу
- Вануату
- Волліс і Футуна